# Powiat bychawski

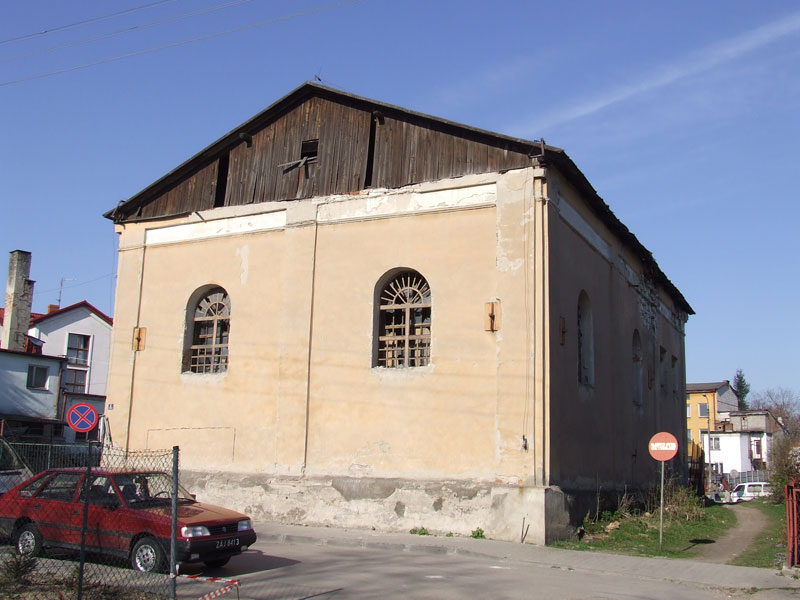
Synagoga w Bychawie

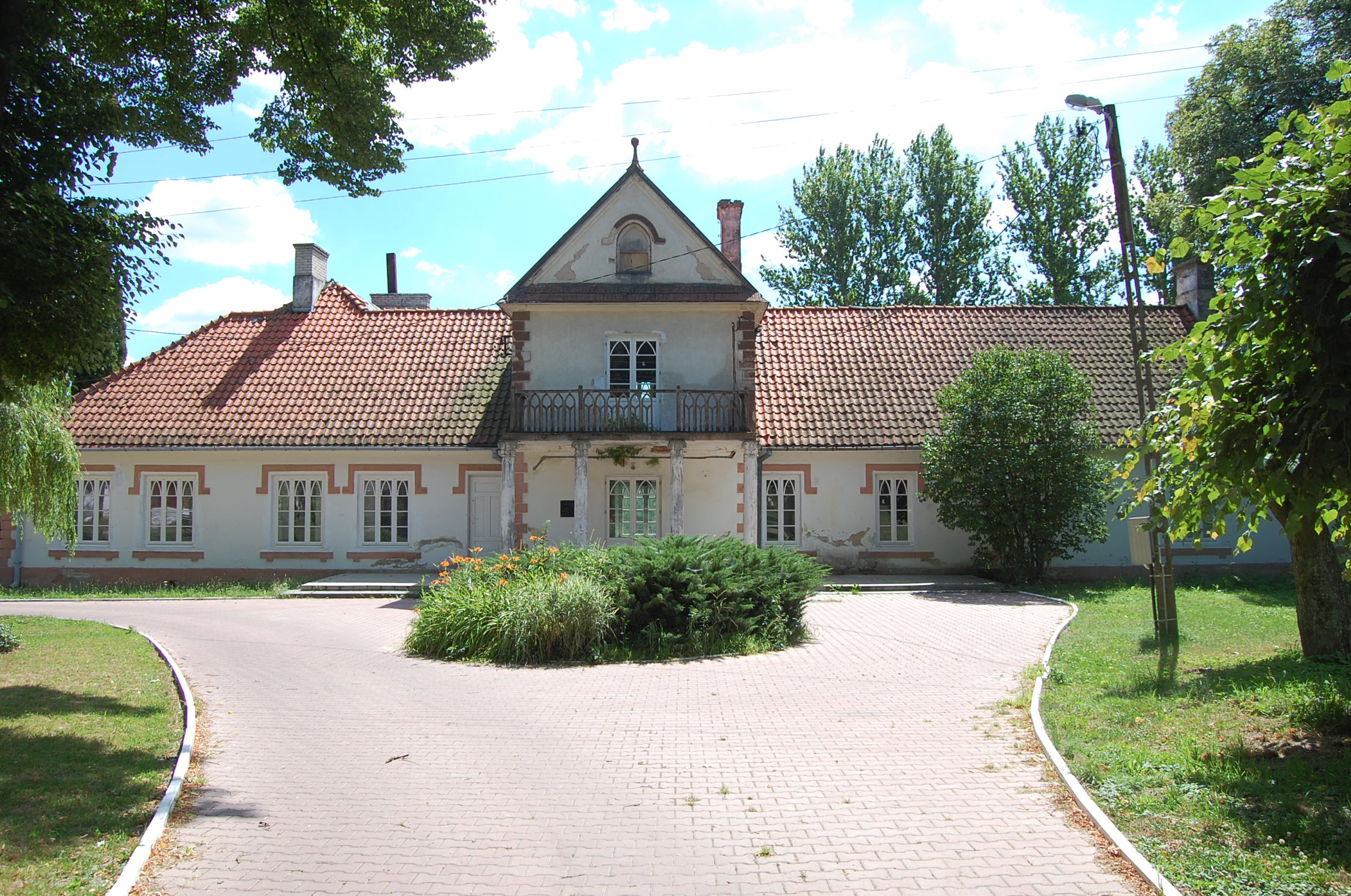
Dworek Kajetana Koźmiana w Piotrowicach

Powiat bychawski – powiat istniejący w latach 1956–1975 w woj. lubelskim na terenie obecnego powiatu lubelskiego. Jego ośrodkiem administracyjnym była Bychawa.

## 1956–1973
Powiat bychawski został powołany 1 stycznia 1956 roku w województwie lubelskim, czyli 15 miesięcy po wprowadzeniu gromad w miejsce dotychczasowych gmin (29 września 1954) jako podstawowych jednostek administracyjnych PRL. Na powiat bychawski złożyło się 18 gromad, które wyłączono z trzech ościennych powiatów w tymże województwie:
- z powiatu lubelskiego: gromady Bychawa, Bychawka, Chmiel, Gałęzów, Jabłonna, Kiełczewice Maryjskie, Kosarzew Górny, Krzczonów, Olszowiec, Piotrków, Piotrowice, Skrzynice, Strzyżewice i Żabia Wola;
- z powiatu krasnostawskiego: gromady Starawieś[3] i Stawce;
- z powiatu kraśnickiego: gromady Dębina i Rudnik.

W momencie utworzenia powiat nie obejmował miast. Bychawa, stolica powiatu, prawa miejskie utraciła w 1870 roku i odzyskała je dopiero 1 stycznia 1958 roku.
1 stycznia 1957 roku z powiatu bychawskiego wyłączono kolonię Prawiedniki (wchodzącą w skład gromady Żabia Wola) i włączono ją do gromady Mętów w powiecie lubelskim. 1 stycznia 1958 roku z powiatu bychawskiego wyłączono gromadę Rudnik i włączono ją z powrotem do powiatu kraśnickiego, natomiast do powiatu bychawskiego (do gromady Krzczonów) przyłączono wieś Walentynów i kolonię Pamięcin, które wyłączono z gromady Żuków w powiecie lubelskim. 1 stycznia 1959 roku z powiatu bychawskiego wyłączono wieś (i kolonię) Prawiedniki (z gromady Żabia Wola) i włączono je do gromady Zemborzyce w powiecie lubelskim, a 31 grudnia 1959 roku identycznej zmianie przynależności administracyjnej uległy kolonie Bór i Nowiny; wtedy też do powiatu bychawskiego przyłączono gromadę Giełczew z powiatu krasnostawskiego oraz gromadę Żuków z powiatu lubelskiego. 31 grudnia 1961 roku gromada Rudnik po raz trzeci zmieniła przynależność powiatową, gdy przełączono ją z powiatu kraśnickiego do bychawskiego.
1 stycznia 1969 roku z gromady Dębina w powiecie bychawskim wyłączono wsie Stawce, Stawce-Kolonia, Wola Studzieńska i Wola Studzieńska-Kolonia i włączono je do gromady Batorz w powiecie kraśnickim. 1 stycznia 1970 roku z gromady Sobieska Wola w powiecie krasnostawskim wyłączono część obszaru wsi Sobieska Wola Druga (około 1850 ha), którą włączono do gromady Giełczew w powiecie bychawskim.

## 1973–1975
1 stycznia 1973 roku zniesiono gromady i osiedla, a w ich miejsce reaktywowano gminy. Powiat bychawski podzielono na 1 miasto i 7 gmin:
- miasto Bychawa,
- gminy Bychawa, Jabłonna, Krzczonów, Stara Wieś, Strzyżewice, Wysokie i Zakrzew.

W momencie reaktywowania gmin obszary, z których utworzono gminy Wysokie i Zakrzew zostały wyłączone z powiatu krasnostawskiego i włączone do powiatu bychawskiego:
- na gminę Wysokie złożyły się: Antoniówka, Biskupie, Biskupie-Kolonia, Dragany, Guzówka, Jabłonowo, Łosień, Nowy Dwór, Nowy Maciejów, Rezerwa, Spławy, Wysokie i Zabłocie;
- na gminę Zakrzew złożyły się: Baraki, Nikodemów, Ponikwy, Targowisko, Tarnawka Druga, Tarnawka Pierwsza, Wólka Ponikiewska, Zakrzew i Zakrzew-Kolonia (dołączono tu też obecne już w powiecie bychawskim sołectwo Dębina);
- ponadto do gminy Krzczonów dołączono sołectwa Sobieska Wola Pierwsza i Sobieska Wola Druga.

12 października 1973 zniesiono gminę Stara Wieś, a jej obszar włączony do gmin: Bychawa w powiecie bychawskim (sołectwa Józwów, Kowersk, Stara Wieś Druga, Stara Wieś Pierwsza, Stara Wieś Trzecia, Wola Gałęzowska, Wola Gałęzowska-Kolonia), Zakrzew w powiecie bychawskim (sołectwa Annów, Boża Wola, Dębina, Karolin, Majdan Starowiejski i Szklarnia) i Zakrzówek w powiecie kraśnickim (sołectwa Rudnik Pierwszy i Rudnik Drugi). Włączenie sołectw Rudnik Pierwszy i Rudnik Drugi do gminy Zakrzówek powiązane było ze zmianą granic powiatów (z bychawskiego do kraśnickiego), przez co musiało być ogłoszone w Dzienniku Ustaw, do czego doszło dopiero 9 grudnia 1973, czyli prawie dwa miesiące po zniesieniu gminy 12 października 1973. Nie jest zatem jasne do której gminy sołectwa te przynależały między 12 października a 8 grudnia 1973.
Powiat bychawski przetrwał do 31 maja 1975 roku. Po reformie administracyjnej obowiązującej od 1 czerwca 1975 roku większa część terytorium zniesionego powiatu bychawskiego weszła w skład nowego (mniejszego) województwa lubelskiego; jedynie gminy Wysokie i Zakrzew przyłączono do nowego województwa zamojskiego.
1 stycznia 1992 roku miasto Bychawa i gminę wiejską Bychawa połączono we wspólną gminę miejsko-wiejską.
Powiatu bychawskiego nie przywrócono wraz z reformą administracyjną w 1999 roku. Obszar dawnego powiatu znalazł się głównie w granicach nowego powiatu lubelskiego w nowym województwie lubelskim.